# 治安維持法犠牲者国家賠償要求同盟
治安維持法犠牲者国家賠償要求同盟（ちあんいじほうぎせいしゃこっかばいしょうようきゅうどうめい）とは、戦前の治安維持法により弾圧を受けた人々が国家賠償をもとめて1968年に結成した人権団体。治安維持法の適用を受けた人ではなくても参加できる。
本部事務所は日本共産党系の大衆団体が入居する平和と労働センター（全労連会館内）にある。
月刊「不屈」と年2刊「治安維持法と現代」を刊行しており、そこでは戦前の運動に限らず現代の問題も取り扱っている。国際人権活動日本委員会の構成団体である。